# 王資良
王資良（1449年—？年），字輔德，四川成都府金堂縣人，匠籍，明朝政治人物。

## 生平
四川鄉試第二十四名舉人。成化二十三年（1487年）中式丁未科三甲第一百五十一名進士。官兵部郎中，外任临安府知府，深得民眾愛戴。晚年家居吟咏，陶然自得。崇祀乡贤祠。

## 家族
曾祖王文煥；祖父王志道；父王昇，母楊氏。